# اسکات فرانک
اسکات فرانک (انگلیسی: Scott Frank؛ زادهٔ ۱۰ مارس ۱۹۶۰) فیلم‌نامه‌نویس و کارگردان اهل ایالات متحده آمریکا است.
وی کارگردان مینی سریال گامبی وزیر است.

## سینما
| نام   | سمت     | کارگردان    | سال  |
| ----- | ------- | ----------- | ---- |
| لوگان | نویسنده | جیمز منگولد | ۲۰۱۷ |